# Lubień Górny
Lubień Górny (pronunciación en polaco: /ˈlubjɛj̃ ˈɡurnɨ/; anteriormente en alemán: Obernhagen) es un asentamiento ubicado en el distrito administrativo de Gmina Resko, dentro del condado de Łobez, Voivodato de Pomerania Occidental, en el noroeste de Polonia. Se encuentra a unos 8 kilómetros  al sureste de Resko, a 16 kilómetros al noroeste de Łobez, y a 68 kilómetros al noreste de la capital regional Szczecin.